# Schwarzenburg (Brisgovia)
El castillo Schwarzenburg (Castillo Negro) es la ruina de un castillo cerca de Waldkirch en el distrito de Emmendingen en Baden-Wurtemberg, Alemania.